# Dmitrij Anatoljevics Medvegyev
Dmitrij Anatoljevics Medvegyev (oroszul: Дми́трий Анато́льевич Медве́дев; Leningrád, 1965. szeptember 14. –) orosz jogász, üzletember, politikus, 2008. május 7. és 2012. május 7. között Oroszország elnöke. A Vlagyimir Putyin akkori elnök által támogatott Medvegyev a május 2-án tartott elnökválasztáson a szavazatok 70%-ával nyert. 2005. november 14. és 2008. május 7. között első miniszterelnök-helyettes volt. 2012. május 8. és  2020. január 15. között az ország miniszterelnöke volt.
2020. január 15-én bejelentette maga és az egész kormány lemondását. Putyin elnök a lemondást  azonnal elfogadta és másnap kinevezte Medvegyevet az Oroszországi Föderáció Biztonsági Tanácsa elnökhelyettesévé.

## Életpályája 2008-ig

### A kezdetek
Leningrádban született 1965. szeptember 14-én. Apja egy leningrádi főiskola professzora volt, anyja tanárnő. Ő maga a Leningrádi Állami Egyetem Jogi Karán szerzett diplomát 1987-ben, majd 1990-ig aspiráns volt. 1990–1995 között a reformer leningrádi polgármester, Anatolij Szobcsak egyik tanácsadójaként dolgozott, a városi önkormányzat külkapcsolatok bizottságának jogi–gazdasági szakértője volt, majd egy újonnan alakult fa- és erdőgazdasági óriásvállalat jogi ügyeinek irányítója lett. 1998-ban egy másik nagyvállalat, a Bratszki Faipari Kombinát igazgatótanácsának tagja. Közben 1999-ig folyamatosan egyetemi előadásokat is tartott.

### Állami vezető pozíciókban

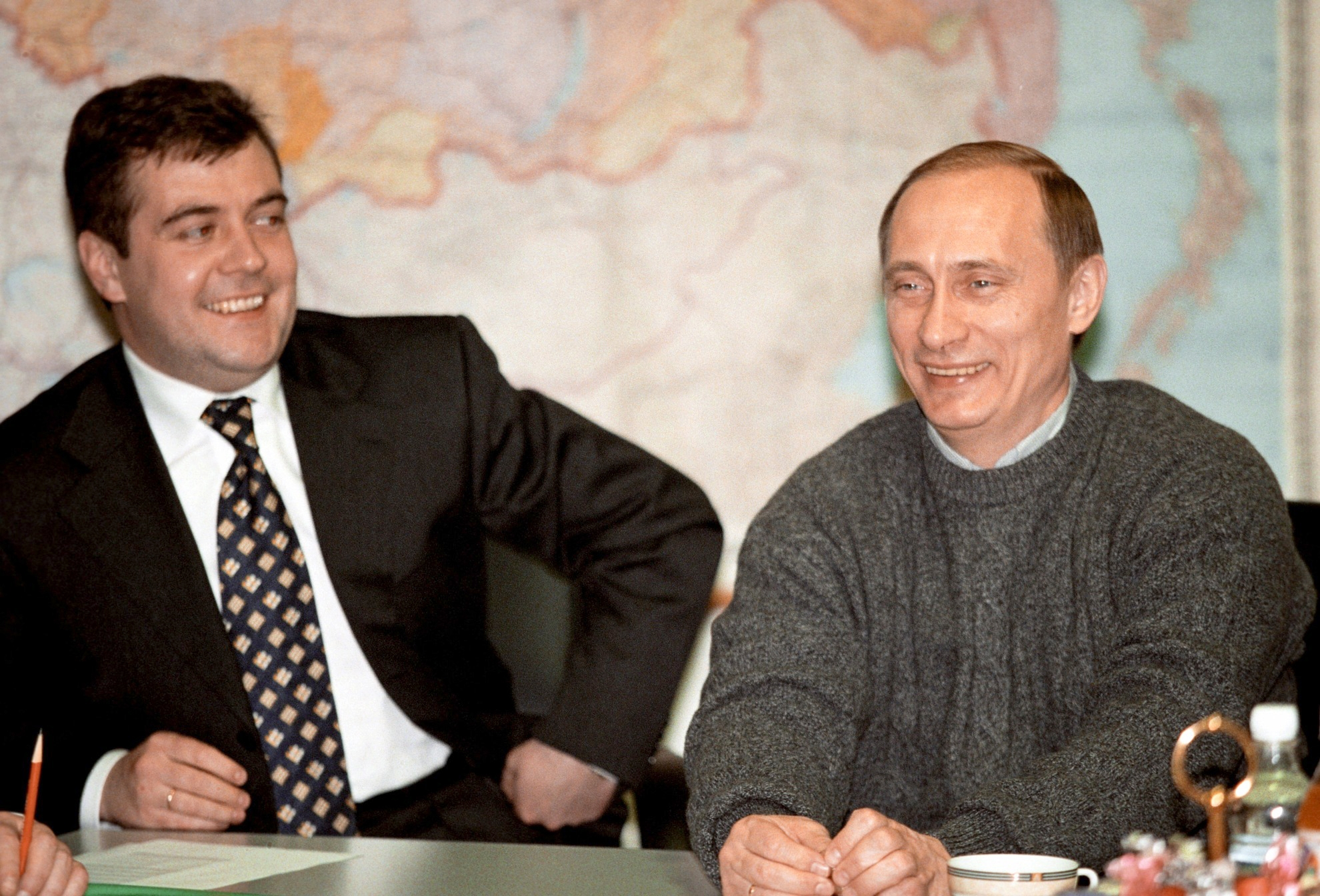
Medvegyev és Putyin a 2000-es orosz elnökválasztást követő első éjszaka, március 27-én

1999-ben Jelcin elnöki adminisztrációja vezetőjének helyettesévé nevezték ki, utána három évig első helyettes, immár Putyin elnöksége alatt, majd 2003 októberétől két éven át az elnöki adminisztráció vezetője. 2005 őszén a kormányfő első helyettesévé lépett elő. 2007. december 10-én Vlagyimir Putyin elnök a pártok képviselőivel tartott találkozóján támogatásáról biztosította Dmitrij Medvegyev jelölését a 2008. márciusi elnökválasztásra, így ő tekinthető a Kreml hivatalos elnökjelöltjének.
A két első miniszterelnök-helyettes közül Medvegyev, akit kevésbé keményvonalú politikusnak tartanak, a Putyin által meghirdetett ún. „nemzeti projektek” végrehajtását: az egészségügy, a közoktatás, a mezőgazdaság és a lakásépítés problémáinak megoldását kapta feladatul. Mindezek mellett 2000-től – kisebb megszakítással – az egyre nagyobb gazdasági hatalommal rendelkező óriásvállalat, a Gazprom igazgatótanácsának elnöki posztját is ő töltötte be.
2020. január 15-én teljes kormányával együtt benyújtotta a lemondását Vlagyimir Putyin államfőnek, aki a döntést elfogadta, és arra kérte Medvegyevet, hogy az új kabinet ügyvezetőként maradjon miniszterelnök

### Oroszország elnökjelöltje
Két nappal a 2007. évi képviselőházi választás hivatalos végeredményének kihirdetése után négy párt vezetője bejelentette, hogy Medvegyevet fogják jelölni a 2008-as elnökválasztáson. A négy párt között van a választás abszolút győztese, az Egységes Oroszország Pártja, melynek egyedüli listavezetője Putyin elnök volt, és melynek vezetője a bejelentéssel meg sem várta pártja december 17-én összeülő kongresszusát. A bejelentést Putyin azonnal teljes támogatásáról biztosította, így Medvegyev jelölése és győzelme szinte biztosra vehető.

## Oroszország elnöke

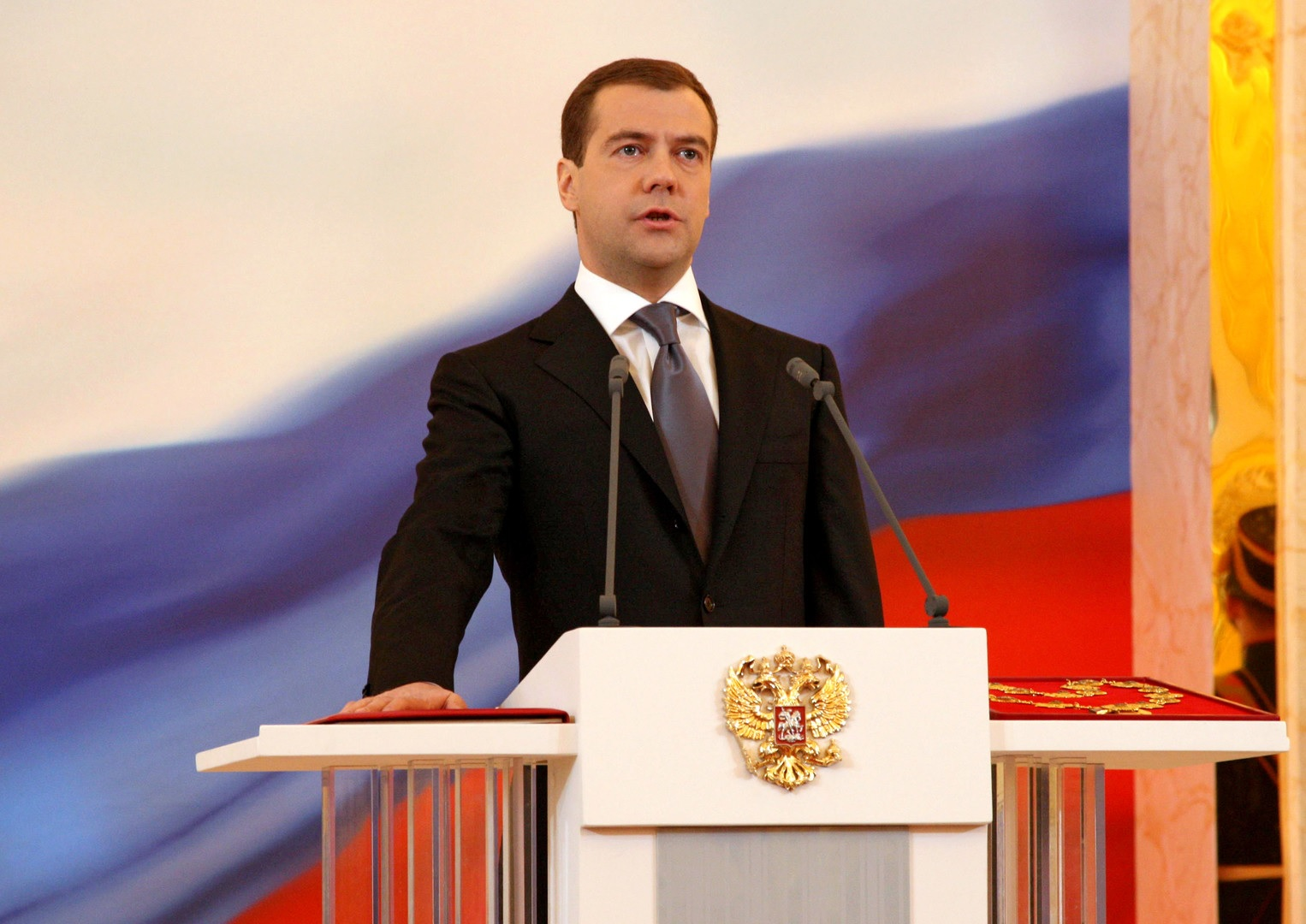
Medvegyev leteszi a hivatali esküt a Kremlben, 2008. május 7-én

A 2008. március 3-án megtartott elnökválasztáson Medvegyevet a szavazatok valamivel több, mint 70%-ával elnökké választották. Megbízatása a törvény szerint négy évre szól. Még jelöltként Medvegyev közölte, hogy megválasztása esetén – az őt lényegében a hatalom csúcsára juttató – Vlagyimir Putyint jelöli kormányfőnek. 2008. május 7-én letette az elnöki esküt, a következő napon pedig az Állami Duma jóváhagyta Putyin kormányfői kinevezését.

## További politikai pályája
2012. május 8. és 2020. január 15. között az Oroszországi Föderáció miniszterelnöke volt. 
Putyin elnök 2020. január 15-én elhangzott beszéde – hivatalosan: az Állami Duma tagjaihoz intézett év eleji üzenete – után Medvegyev szinte azonnal bejelentette maga és az egész kormány lemondását. Putyin elnök a lemondást elfogadta és másnap kinevezte Medvegyevet az Oroszországi Föderáció Biztonsági Tanácsa elnökhelyettesévé. (A tanács elnöke Putyin).